# Adolphus Ypey

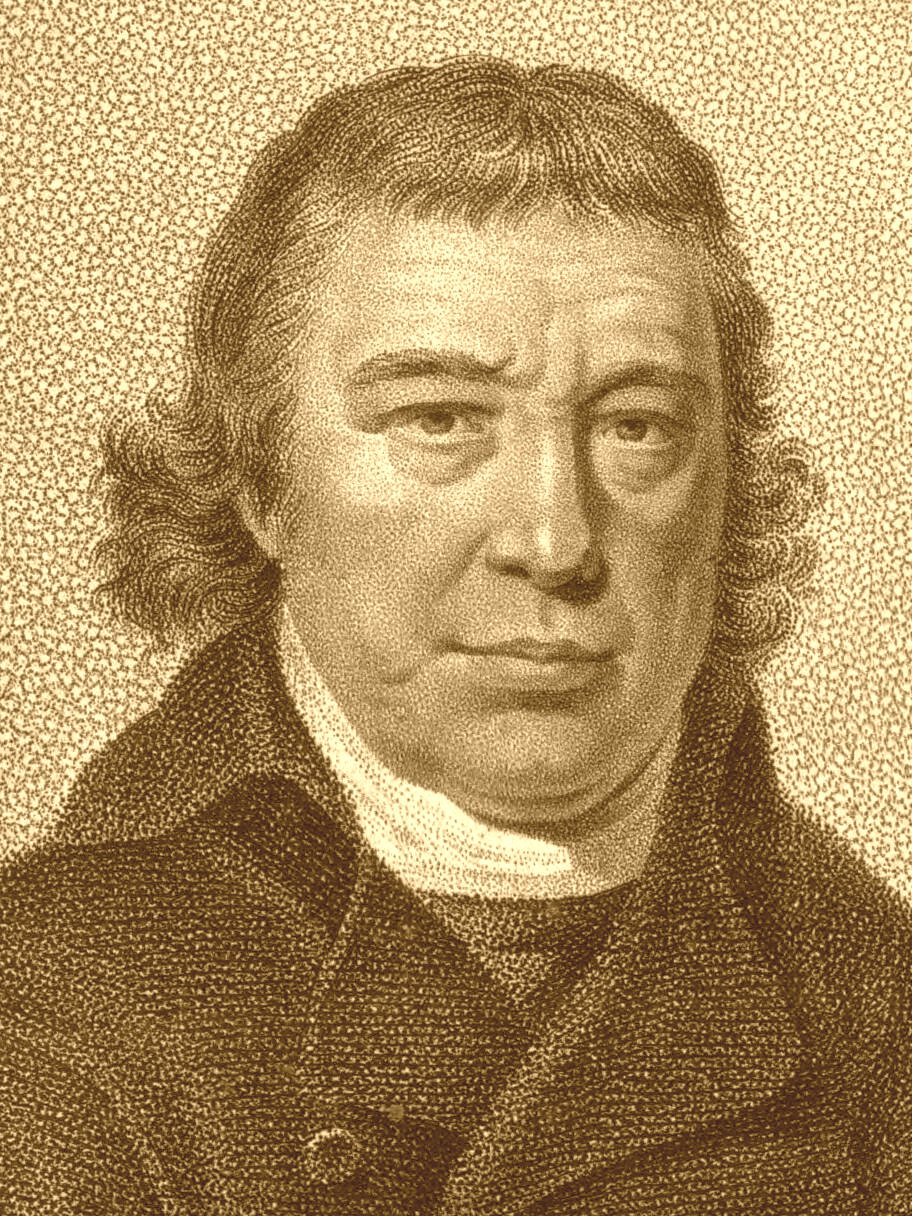
Adolphus Ypey

Adolphus Ypey, of Adolphus Ypeus of Adolf Ypey (4 juni 1749, Franeker - 27 februari 1822, Leiden) was een Nederlands natuuronderzoeker, vooral plantkundige en doctor in filosofie en geneeskunde die afgestudeerd is aan de Universiteit van Franeker en daar vervolgens lesgaf in plantkunde. Nadien gaf hij les in geneeskunde aan de Universiteit van Leiden.
Hij was de zoon van professor Nicolaas Ypey.

## Vakgebieden

### botanie
Zijn afstudeerscriptie had als titel Dissertatio philosophica inauguralis de igne en hij werd bij het schrijven van zijn scriptie bijgestaan door Jan Hendrik van Swinden.
Ypey is vooral bekend om zijn rijk geïllustreerde boek Vervolg ob de Avbeeldingen der artseny-gewassen met derzelver Nederduitsche en Latynsche beschryvingen, dat 100 illustraties bevat en in 1813 uitgegeven werd door de Amsterdamse drukkerij J. C. Sepp en Zoon. Het boek was een aanvulling op het werk van Johannes Zorn.

### waterbouwkunde
Schreef onder meer enkele verhandelingen over dijken en getijgaten: Verhandeling over de zeedyken in het algemeen en die der Vyf Deelen in het byzonder (1777) en Verhandeling over de Texelsche zeegaten (1784)

## Afbeeldingen

Uit: Avbeeldingen der artseny-gewassen met derzelver Nederduitsche en Latynsche beschryvingen
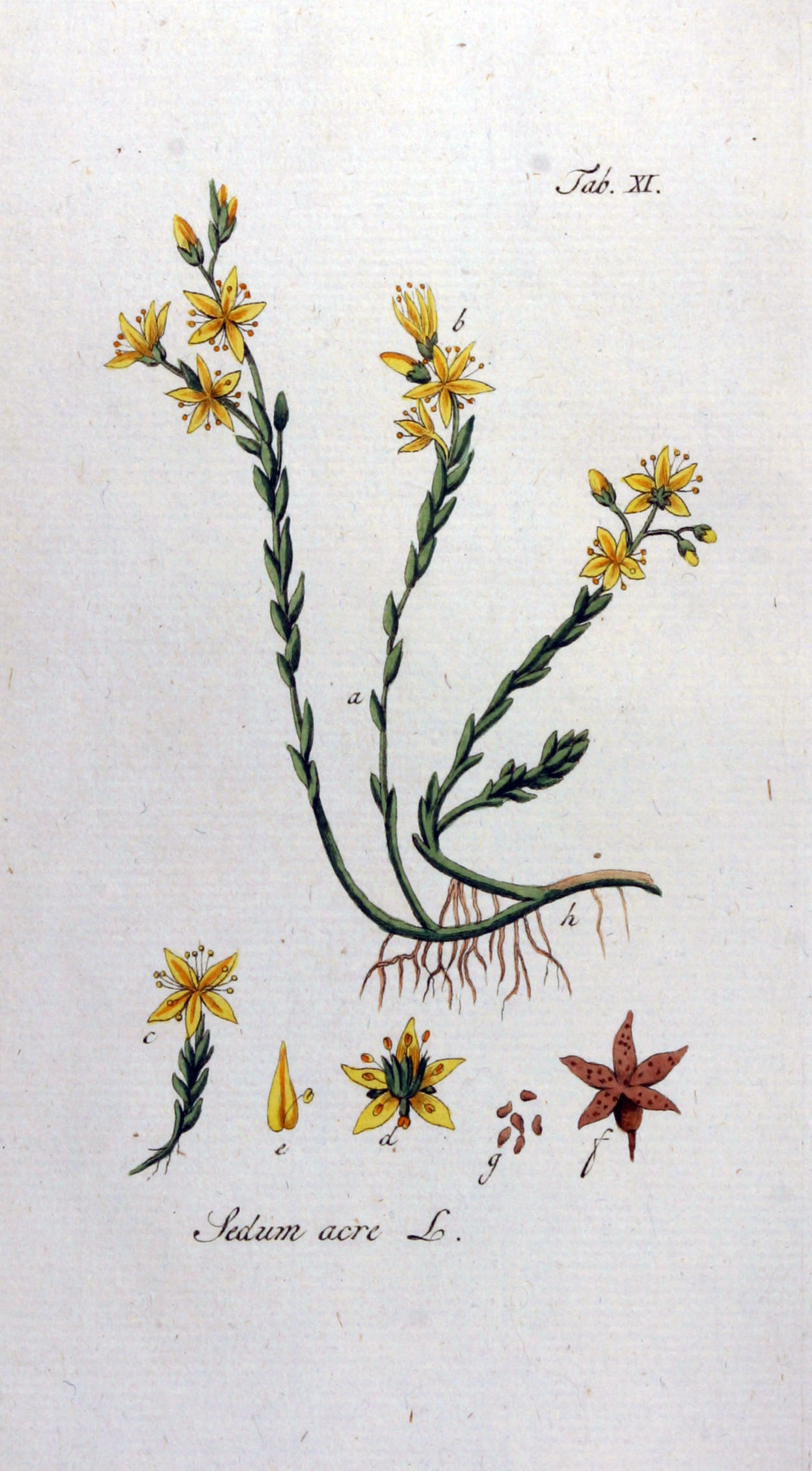
Muurpeper (Sedum acre)
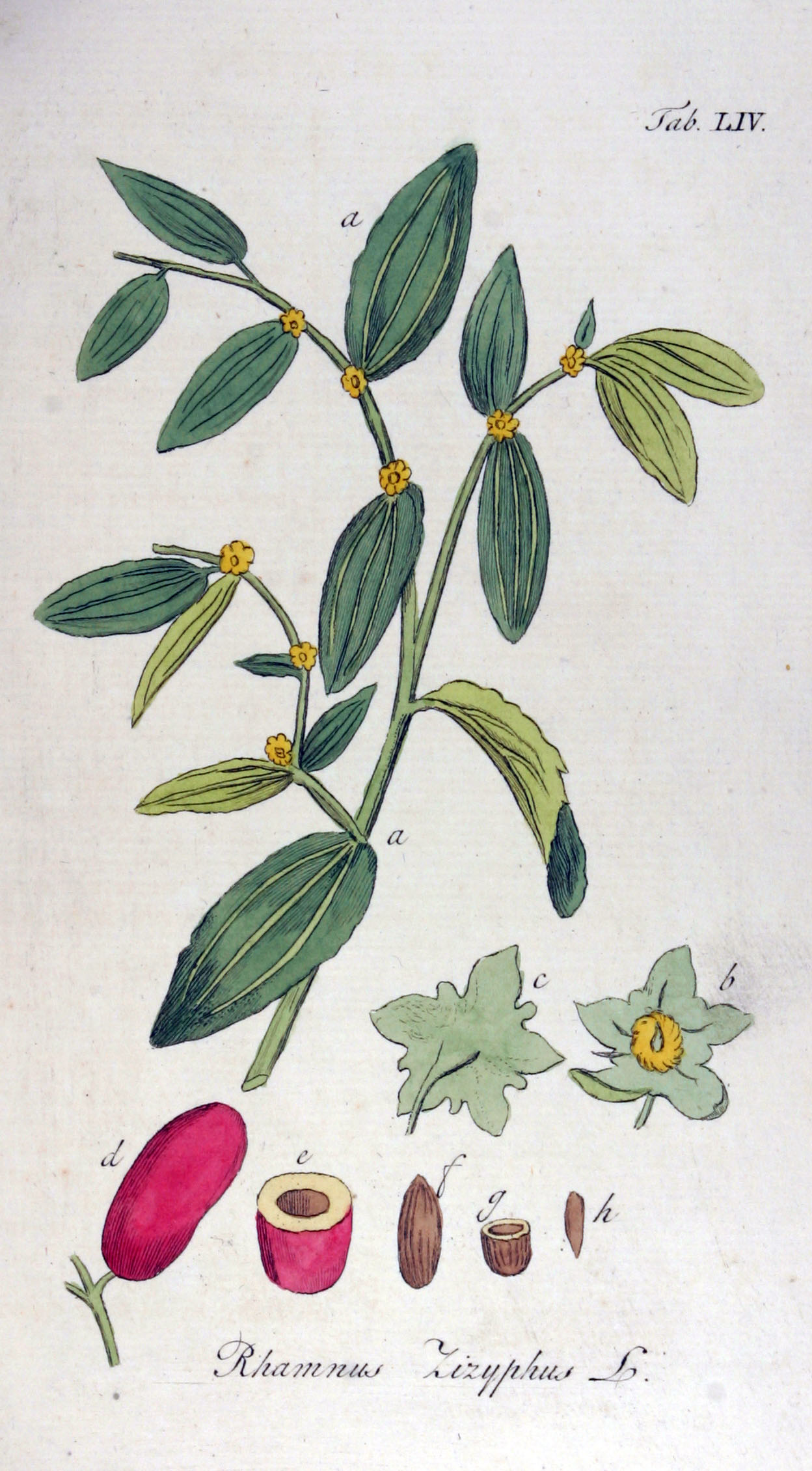
Chinese jujube (Zizyphus jujuba)

## Andere werken
- Sijstematische Handboek der Beschouwende en Werkdaadige Scheikunde, 9 delen, Amsterdam, 1804-1812

- Biografisch Portaal: 99458053
- CiNii: DA05724358
- Gemeinsame Normdatei: 141793856
- International Standard Name Identifier: 0000 0000 9114 4552
- Library of Congress Control Number: n2003130340
- Mathematics Genealogy Project: 124122
- Bibliotheek van het Japanse parlement: 01101779
- Nationale Bibliotheek van Tsjechië: mzk2012697689
- Nederlandse Thesaurus van Auteursnamen: 070241740
- Virtual International Authority File: 133278769
- WorldCat: E39PBJxWQB3RxpRmvPMHjF9dQq